# كورنيليا شيفر
كورنيليا شيفر (الاسم قبل الزواج لامي؛ 23 أبريل 1769- 4 يوليو 1839) رسامة هولندية ومصممة بورتريهات مصغرة. عُرفت بأنها «امرأة تتمتع بقدر كبير من الطاقة وقوة الشخصية». «تميزت بمواهبها، وذكائها، والعديد من الصفات الحميدة، مما جعلها من النساء المميزات في عصرها». غالبًا ما يُنظر إليها على أنها والدة الفنان الأكثر ذكرى بصريًا في كل العصور.

## سيرة ذاتية

### نشأة
ولدت كورنيليا لامي في دوردريخت، وهي ابنة جوانا فان إيس ورسام المناظر الطبيعية آري لامي (1748–1801)، والذي ربما هو من دربها. نشأت مع شقيقها الأصغر أرنولدوس (1771-1856) في المجتمع الفني في دوردريخت. عندما كانت طفلة، تعلمت الفرنسية والألمانية والإنجليزية، وعزفت الموسيقى وقرأت جيدًا. في عام 1787، عندما تولى الجيش البروسي زمام الأمور من أجل إنقاذ حكم فيليم الخامس، الحاكم العام للجمهورية الهولندية، اضطرت العائلة إلى الفرار إلى جنوب هولندا بسبب آراء والدها الوطنية. عاشوا في المنفى لمدة عامين قبل أن يعودوا إلى دوردريخت في عام 1789.

### باريس
من الرسائل بينها وبين شقيقها أرنولدوس، عاشت سنواتها القليلة الأولى في منطقة سان جيرمان في ظروف فقيرة. قررت البقاء في باريس لأنها كانت على قناعة راسخة بأن الفنان لديه فرص أفضل للعثور على عمل هناك مقارنة بهولندا. من المفترض أن آري وهندريك دُربا كرسامين في استوديو برودون قبل الدراسة تحت إشراف بيير نارسيس غيرين. أصبح عمل آري مشهورًا جدًا، ويرجع ذلك جزئيًا إلى التقدير الذي تلقاه من العائلة المالكة الفرنسية، وأصبح فنانًا مشهورًا في مجال البورتريه. في عام 1821، بدأت كورنيليا العمل معه ومع هنري كناسخة، ومن المرجح أنها احتفظت بمجموعة شخصية من أعمالها. في هذه الفترة بدأت أيضًا في وضع النماذج لأبنائها. في عام 1830، بعد زيادة الطلب على أعمال آري، قرر الانتقال إلى فيلا في شارع تشابتال في نوفيل أثين، والتي كانت منطقة فنون بالقرب من مونمارتر. قررت كورنيليا الانتقال للعيش معه بعد فترة وجيزة. بعد أن عاشت مع ابنها آري معظم حياتها، ونظرًا لمكانته الجديدة، فمن المفترض أنها التقت بالعديد من زواره المشهورين، بما في ذلك الفنانين يوجين ديلاكروا، وتيودور جيريكو، وجان بابتيست دومينيك إنجرس بالإضافة إلى الكاتب، جورج ساند. من المعروف أيضًا أن الموسيقيين ومن بينهم فريدريك شوبان وفرانز ليزت جاءوا إلى الفيلا للعزف بينما كان آري يرسم. ربما (أو ربما لا) تعرفت شخصيًا على إدوارد مانيه. في عام 1845، صممت نموذجًا للوحة القديسين أوغسطين ومونيكا لابنها آري. (ومع ذلك، عرِضت النسخة في المعرض الوطني في لندن في عام 1854 بنموذج مختلف، السيدة روبرت هولاند).

### أواخر الحياة والموت
طوال أواخر حياتها مع آري، عاش ابناها الآخران إما معهم أو في مكان قريب. غالبًا ما كان أبناء إخوتها، بما في ذلك تاجر الأعمال الفنية والمدير الأول لمتحف بويمانز، آري يوهانس لامي، يأتون للزيارة. لم تكن على علم بحفيدتها التي تحمل الاسم نفسه، ابنة آري (أم مجهولة)، حتى جاءت لتعيش معهم في الفيلا عام 1837. توفيت في باريس عام 1839، عن عمر يناهز 70 عامًا. دُفنت في قطعة أرض بكنيسة مونمارت، جنبًا إلى جنب مع قالب بالحجم الطبيعي لها على فراش الموت، صنعه آري. حزن أبناؤها على فقدان والدتهم بشدة، حيث ابتكر آري 20 قطعة تذكارية لها، من بينها واحدة على فراش الموت، وشاهد القبر الرخامي. احتفظ بهما في مشغله مع قالب من يديها طوال حياته.